# Jova
Jova, település Szerbiában, a Raškai körzet Novi Pazar községében.

## Népessége
- 1948-ban 151 lakosa volt.
- 1953-ban 149 lakosa volt.
- 1961-ben 162 lakosa volt.
- 1971-ben 153 lakosa volt.
- 1981-ben 77 lakosa volt.
- 1991-ben 36 lakosa volt.
- 2002-ben 21 lakosa volt, akik mindannyian szerbek.